# Productions de Mannie Fresh
Cet article présente la liste des productions musicales réalisées par Mannie Fresh.

## 1987
- Gregory D and DJ Mannie Fresh : Throw Down

## 1989
- Gregory D and DJ Mannie Fresh : D Rules the Nation

## 1990
- Lil' Mac : The Lyrical Midget
  - I Need Wheels
  - Cleo
  - Lil' Mac Be Clubbin'

## 1992
- Gregory D : The Real Deal (coproduit par Gregory D et Mannie Fresh)

## 1993
- U.N.L.V. : 6th & Barronne

- B-32 : I Need a Bag Of Dope

- Lil Slim : The Game is Cold

- PxMxWx : Legalize « Pass the Weed »

- Ms. Tee : Chillin' on tha Corner

- Pimp Daddy : Still Pimpin'

## 1994
- Mr. Ivan : 187 in a Hockey Mask

- PxMxWx : High Life

- U.N.L.V. : Straight Out tha Gutta

## 1995
- B.G. : True Story

- U.N.L.V. : Mac Melph Calio

## 1996
- B.G. : Chopper City

- U.N.L.V. : Uptown 4 Life

## 1997
- B.G. : It's All on U, Vol. 1

- B.G : It's All On U Vol. 2

- Hot Boys : Get It How U Live!

- Juvenile : Solja Rags

## 1998
- Big Tymers : How You Luv That

- Juvenile : 400 Degreez

## 1999
- B.G. : Chopper City in the Ghetto

- Hot Boys : Guerrilla Warfare

- Juvenile : Tha G-Code

- Lil Wayne : Tha Block Is Hot

- Noreaga : Melvin Flynt - Da Hustler
  - Play That Shit (We Dont' Play That)

- The Notorious B.I.G. : Born Again
  - Hope You Niggas Sleep (featuring Hot Boys et Big Tymers)

## 2000
- B.G. : Checkmate

- Big Tymers : I Got That Work

- Cash Money Millionaires : Bande originale de Baller Blockin'
  - Intro
  - Baller Blockin'
  - Rover Truck
  - Project Bitch
  - Thugged Out
  - Calling Me Killer
  - Whatever
  - Let Us Stunt
  - Milk & Honey
  - Uptown

- Lil Wayne : Lights Out

## 2001
- Juvenile : Project English

- Mack 10 : Bang or Ball
  - Intro
  - Let the Thugs in the Club (featuring Lil Wayne et B.G.)
  - So Serious (featuring Big Tymers et Mikkey)
  - Connected For Life (featuring Ice Cube, WC et Butch Cassidy)
  - Dominoes
  - That Bitch Is Bad (featuring Mannie Fresh)
  - Do The Damn Thing
  - King Pin Dream (featuring Mikkey et Baby)
  - No Dick
  - No Dick At All (featuring Skoop Delania et E-40)
  - Mathematics
  - Announcement
  - We Can Never Be Friends (featuring Baby et Lac & Stone)
  - Dog About It (featuring B.G.)
  - Murder (featuring Turk et Mannie Fresh)

- Turk : Young & Thuggin'

- Official : Telling Our Story

## 2002
- Baby : Birdman
  - Bird Lady Talkin' (Intro)
  - Fly in Any Weather
  - Ms. Bird Pageant Pt. 1
  - Ms. Bird'
  - I Got to
  - Never Had Nothing
  - Ms. Bird Live From Superdome
  - Hustlas, Pimps, and Thugs
  - Fly Away
  - Say It Ain't So
  - Ms. Bird Pageant Pt. 3
  - Ms. Bird Pageant Pt. 4
  - Keeps Spinnin'

- Big Tymers : Hood Rich
  - Slick Talkin'
  - Oh Yeah! (featuring Tateeze, Boo et Gotti)
  - Still Fly
  - The Preppy Pimp
  - Hello
  - #1 (featuring Lac)
  - Greg Street Countdown
  - Gimme Some (featuring TQ et Barewolf)
  - Big
  - Get High (featuring Jazze Pha)
  - Pimpin' (featuring Lac)
  - Put That Shit Up (featuring Lac, Stone et Mikkey)
  - Greg Street Stuntin'
  - Da Man (featuring Trick Daddy et TQ)
  - Lil Mama (featuring Lac)
  - My People (featuring Boo)

- Lil Wayne : 500 Degreez

- Toni Braxton : More Than a Woman
  - Give it Back

## 2003
- Big Tymers : Big Money Heavyweight

- Hot Boys : Let 'Em Burn

- Juvenile : Juve the Great
  - In My Life
  - Bounce Back
  - It Ain't Mines
  - Numb Numb
  - Lil Daddy
  - Cock It
  - Head in Advance
  - For Everyone

- Boo & Gotti : Perfect Timing
  - Perfect Timing
  - Chi-Town
  - Bad Chicks at the Bar
  - 1 Adam 12
  - Pimp Poetry Interlude
  - Baby Girl
  - Chicago
  - P.I.M.P. Affair Interlude
  - Think...
  - Out Here

## 2004
- Lil Wayne : Tha Carter
  - Go D.J. (featuring Mannie Fresh)
  - This Is the Carter (featuring Mannie Fresh)
  - BM J.R.
  - I Miss My Dawgs (featuring Reel)
  - On My Own (featuring Reel)
  - Cash Money Millionaires
  - Bring It Back (featuring Mannie Fresh)
  - Get Down (featuring Birdman)
  - Snitch
  - Hoes (featuring Mannie Fresh
  - Only Way (featuring Birdman)
  - Earthquake (featuring Jazze Pha)
  - Ain't That a Bitch

- Mannie Fresh : The Mind of Mannie Fresh

- T.I. : Urban Legend
  - The Greatest

- Petey Pablo : Still Writing in My Diary: 2nd Entry
  - Did You Miss Me (featuring TQ et Birdman)

## 2005
- Birdman : Fast Money
  - Hug da Block
  - Solid Chic
  - We Getting It On
  - Get Your Shine On

- Bun B : Trill
  - I'm Fresh (featuring Mannie Fresh)
  - What I Represent (UGK)

- Chamillionaire : The Sound of Revenge
  - Fly as the Sky (featuring Lil Wayne et Rasaq)

- Slim Thug : Already Platinum
  - Diamonds (Remix) (featuring Young Jeezy, Killa Kyleon et Slick Pulla)

- Trina : Glamorest Life
  - Don't Trip (featuring Lil Wayne)
  - Da Club (featuring Mannie Fresh)

- Young Jeezy : Let's Get It: Thug Motivation 101
  - And Then What (featuring Mannie Fresh)

## 2006
- B.G. : The Heart of tha Streetz, Vol. 2 (I Am What I Am)
  - Move Around

- Chingy : Hoodstar
  - Brand New Kicks

- Juvenile : Reality Check
  - Animals

- Tyrese : Alter Ego
- What It Is (featuring Mannie Fresh)

- T. I. : King
  - Front Back (featuring UGK)
  - Top Back

## 2007
- Lil' Flip : I Need Mine
  - What It Do (featuring Mannie Fresh)

- Mike Jones : The American Dream
  - Bonnie & Clyde
  - Don't Play Around

- T.I. : T.I. Vs T.I.P.
  - Big Things Poppin' (Do It)
  - Da Dopeman

## 2008
- Blood Raw : My Life: The True Testimony
  - Almost There (featuring Mannie Fresh)

- Plies : Da REAList
- Pants Hang Low

- Rick Ross : Trilla
  - All I Have in This World (Japanese Denim) (featuring Mannie Fresh)

- Webbie : Savage Life 2
  - I Know (featuring Young Dro)

- Dem Franchize Boyz : Our World, Our Way
  - Mr. Feel Good (featuring Mannie Fresh)

## 2009
- Mike Jones :The Voice
  - Give Me a Call (featuring Devin the Dude)

- Slim Thug : Boss of all Bosses
- Show Me Love (featuring Mannie Fresh)

- UGK : UGK 4 Life
  - The Pimp & The Bun (featuring Ron Isley)

- Gucci Mane : The State vs. Radric Davis
  - Gingerbread Man (featuring OJ da Juiceman)

- B.G. : Too Hood 2 Be Hollywood
  - My Hood (featuring Gar et Mannie Fresh)
  - Chopper City Is an Army

- Mannie Fresh : Return of the Ballin'

- T-Pain : Take Your Shirt Off

## 2011
- Gucci Mane : The Gucci Glacier 3.0
  - Contagious

- T.I. : Fuck da City Up
  - The One

## 2012
- GOOD Music : Cruel Summer
  - The One (Kanye West, Big Sean, 2 Chainz et Marsha Ambrosius) (Production additionnelle)

- Juvenile : Rejuvenation
  - Rejuvenation
  - Power
  - Fall Back
  - Bad Guy
  - Toast to the Good Life

- TQ : New Music Tuesday
  - Early This Morning

- Dee-1 : The Focus Tape